# Storm Warning (1951)
Storm Warning is een film uit 1951 onder regie van Stuart Heisler.

## Verhaal
Marsha Mitchell komt op visite bij haar zus Lucy Rice. Haar man is lid van de Ku Klux Klan en Marsha ziet hem een moord plegen.

## Rolverdeling
| Acteur        | Personage       |
| ------------- | --------------- |
| Ginger Rogers | Marsha Mitchell |
| Ronald Reagan | Burt Rainey     |
| Doris Day     | Lucy Rice       |
| Steve Cochran | Hank Rice       |
| Hugh Sanders  | Charlie Barr    |
| Lloyd Gough   | Cliff Rummel    |